# روبرت بالدوين
روبرت بالدوين (بالإنجليزية: Robert Baldwin)‏  (و. 1804 – 1858 م) هو سياسي كندي، ولد في تورونتو، توفي في تورونتو، عن عمر يناهز 54 عاماً.

## مناصب
تولى منصب رئيس وزراء كندا..

## روابط خارجية
- روبرت بالدوين على موقع الموسوعة البريطانية (الإنجليزية)